# Ліханова
Ліха́нова (рос. Лиханова) — присілок у складі Ірбітського міського округу Свердловської області.
Населення — 23 особи (2010, 7 у 2002).
Національний склад населення станом на 2002 рік: росіяни — 71 %, узбеки — 29 %.